# Sarcophaga
Genre
Sarcophaga est le genre type de la famille des Sarcophagidae, de grosses mouches qui entrent dans les maisons pour pondre sur la viande. Dans la nature, elles pondent sur les animaux morts dont ses asticots se nourrissent. Leur taxinomie est encore très discutée.

## Caractéristiques
Ce genre se rencontre pratiquement dans le monde entier. Ces mouches sont généralement d'assez grande taille et de couleur grisâtre; pour beaucoup d'entre elles, elles ont typiquement des bandes longitudinales plus foncées sur le thorax et de petits carrés clairs et foncés sur l'abdomen. Beaucoup ont de remarquable yeux composés rouges. Ils sont plus espacés chez les femelles que chez les mâles, les femelles étant également en moyenne plus grandes que les mâles. Typique pour toute cette famille, il est presque impossible de reconnaître l'espèce par son apparence, et beaucoup ne peuvent être identifiées de façon fiable que par l'examen microscopique des organes génitaux des mâles.
Comme le nom commun l'indique, leurs larves se nourrissent généralement des viandes en décomposition. Certaines, cependant, mangent plutôt des bactéries et autres petits organismes vivant sur la charogne. De nombreuses espèces se sont adaptées à l'homme et elles sont généralement des insectes nuisibles, certaines étant des vecteurs de maladies bactériennes. Parfois, les larves peuvent provoquer des myiases. D'autres sont des parasitoïdes de chenilles nuisibles et bénéfiques aux forêts et aux vergers.
Les espèces les plus connues sont Sarcophaga africa, Sarcophaga bercaea, Sarcophaga bullata, Sarcophaga carnaria, Sarcophaga crassipalpis, Sarcophaga aldrichi et Sarcophaga haemorrhoidalis.

## Sous-genres
L'immense nombre d'espèces de Sarcophaga est réparti entre les sous-genres suivants, dont certains sont parfois considérés (et sont peut-être) des genres distincts [réf. nécessaire]:
- Sarcophaga (Aethianella)
- Sarcophaga (Aethiopisca)
- Sarcophaga (Afrohelicobia)
- Sarcophaga (Afrothyrsocnema)
- Sarcophaga (Alisarcophagaa)
- Sarcophaga (Amharomyia)
- Sarcophaga (Anthostilophalla)
- Sarcophaga (Asceloctella)
- Sarcophaga (Asiopierretia)
- Sarcophaga (Australopierretia)
- Sarcophaga (Baliisca)
- Sarcophaga (Baranovisca)
- Sarcophaga (Batissophalla)
- Sarcophaga (Bellieriomima)
- Sarcophaga (Bercaea)
- Sarcophaga (Bercaeopsis)
- Sarcophaga (Beziella)
- Sarcophaga (Bilenemyia)
- Sarcophaga (Boettcherisca)
- Sarcophaga (Brasia)
- Sarcophaga (Caledonia)
- Sarcophaga (Callostuckenbergia)
- Sarcophaga (Camerounisca)
- Sarcophaga (Cercosarcophaga)
- Sarcophaga (Chaetophalla)
- Sarcophaga (Chrysosarcophaga)
- Sarcophaga (Curranisca)
- Sarcophaga (Curtophalla)
- Sarcophaga (Cyclophalla)
- Sarcophaga (Danbeckia)
- Sarcophaga (Casyschloctis)
- Sarcophaga (Dinemomyia)
- Sarcophaga (Diplonophalla)
- Sarcophaga (Discachaeta)
- Sarcophaga (Colichophalla)
- Sarcophaga (Drakensbergiana)
- Sarcophaga (Durbanella)
- Sarcophaga (Dysparaphalla)
- Sarcophaga (Fengia)
- Sarcophaga (Fergusonimyia)
- Sarcophaga (Fijimyia)
- Sarcophaga (Hardyella)
- Sarcophaga (Harpagophalla)
- Sarcophaga (Harpagophalloides)
- Sarcophaga (Helicophagella)
- Sarcophaga (Heteronychia)
- Sarcophaga (Hoa)
- Sarcophaga (Horisca)
- Sarcophaga (Hosarcophaga)
- Sarcophaga (Hyperacanthisca)
- Sarcophaga (Ihosyia)
- Sarcophaga (Iranihindia)
- Sarcophaga (Johnsonimima)
- Sarcophaga (Johnstonimyia)
- Sarcophaga (Kalshovenella)
- Sarcophaga (Kanoa)
- Sarcophaga (Kanomyia)
- Sarcophaga (Kozlovea)
- Sarcophaga (Kramerea)
- Sarcophaga (Krameromyia)
- Sarcophaga (Leucomyia)
- Sarcophaga (Lipoptilocnema)
- Sarcophaga (Lioplacella)
- Sarcophaga (Lioproctia)
- Sarcophaga (Liopygia)
- Sarcophaga (Liosarcophaga)
- Sarcophaga (Macabiella)
- Sarcophaga (Malliophala)
- Sarcophaga (Mandalania)
- Sarcophaga (Mauritiella)
- Sarcophaga (Mehria)
- Sarcophaga (Mimarhopocnemis)
- Sarcophaga (Mindanaoa)
- Sarcophaga (Mufindia)
- Sarcophaga (Myorhina)
- Sarcophaga (Neobellieria)
- Sarcophaga (Neosarcophaga)
- Sarcophaga (Nesbittia)
- Sarcophaga (Nigerimyia)
- Sarcophaga (Nihonea)
- Sarcophaga (Notoecus)
- Sarcophaga (Nudicerca)
- Sarcophaga (Nuzzaciella)
- Sarcophaga (Nyikamyia)
- Sarcophaga (Pandelleana)
- Sarcophaga (Pandelleisca)
- Sarcophaga (Paraethiopisca)
- Sarcophaga (Parasarcophaga)
- Sarcophaga (Petuniophalla)
- Sarcophaga (Phalacrodiscus)
- Sarcophaga (Phallantha)
- Sarcophaga (Phallanthisca)
- Sarcophaga (Phallocheira)
- Sarcophaga (Phallonychia)
- Sarcophaga (Phallosphaera)
- Sarcophaga (Phytosarcophaga)
- Sarcophaga (Poecilometopa)
- Sarcophaga (Poeciphaoides)
- Sarcophaga (Prionophalla)
- Sarcophaga (Pseudaethiopisca)
- Sarcophaga (Pseudothyrsocnema)
- Sarcophaga (Pterolobomyia)
- Sarcophaga (Pterophalla)
- Sarcophaga (Pterosarcophaga)
- Sarcophaga (Robineauella)
- Sarcophaga (Rohdendorfisca)
- Sarcophaga (Rosellea)
- Sarcophaga (Sabiella)
- Sarcophaga (Sarcophaga)
- Sarcophaga (Sarcorohdendorfia)
- Sarcophaga (Sarcosolomonia)
- Sarcophaga (Sarcotachinella)
- Sarcophaga (Scotathyrsia)
- Sarcophaga (Seniorwhithea)
- Sarcophaga (Sinonipponia)
- Sarcophaga (Sisyhelicobia)
- Sarcophaga (Stackelbergeola)
- Sarcophaga (Takanoa)
- Sarcophaga (Takaraia)
- Sarcophaga (Taylorimyia)
- Sarcophaga (Thyrsocnema)
- Sarcophaga (Tolucamyia)
- Sarcophaga (Torgopampa)
- Sarcophaga (Transvaalomyia)
- Sarcophaga (Tuberomembrana)
- Sarcophaga (Uroxanthisca)
- Sarcophaga (Varirosellea)
- Sarcophaga (Wohlfahrtiopsis)
- Sarcophaga (Xanthopterisca)
- Sarcophaga (Ziminisca)
- Sarcophaga (Zombanella)
- Sarcophaga (Zumptiopsis)
- Sarcophaga (Zumptisca)

## Liste d'espèces
Selon ITIS (9 juil. 2012) :
- Sarcophaga crassipalpis Macquart, 1839
- Sarcophaga pubicornis (Coquillett, 1902)
- Sarcophaga wrangeliensis Parker, 1920

Selon Catalogue of Life (9 juil. 2012) :
- Sarcophaga abdominalis
- Sarcophaga abramovi
- Sarcophaga absurda
- Sarcophaga adhamae
- Sarcophaga adriatica
- Sarcophaga adusta
- Sarcophaga adzharica
- Sarcophaga aegyptica
- Sarcophaga aenigma
- Sarcophaga aenigmoides
- Sarcophaga aethiopis
- Sarcophaga afra
- Sarcophaga africa
- Sarcophaga agnata
- Sarcophaga aheria
- Sarcophaga alba
- Sarcophaga albiceps
- Sarcophaga albidipennis
- Sarcophaga albipennis
- Sarcophaga albisignum
- Sarcophaga albopunctata
- Sarcophaga alcicornis
- Sarcophaga aldabrae
- Sarcophaga aldrichi
- Sarcophaga alina
- Sarcophaga allisoni
- Sarcophaga alpha
- Sarcophaga alpina
- Sarcophaga altitudinis
- Sarcophaga ambon
- Sarcophaga amica
- Sarcophaga amita
- Sarcophaga amputata
- Sarcophaga anaces
- Sarcophaga analis
- Sarcophaga anastrenua
- Sarcophaga anchoriformis
- Sarcophaga ancilla
- Sarcophaga ancilloides
- Sarcophaga andaluciana
- Sarcophaga andamanensis
- Sarcophaga angarosinica
- Sarcophaga aniyai
- Sarcophaga annandalei
- Sarcophaga antilope
- Sarcophaga apsuarum
- Sarcophaga aquila
- Sarcophaga arabari
- Sarcophaga arachnivora
- Sarcophaga aratrix
- Sarcophaga arcipes
- Sarcophaga ardeacea
- Sarcophaga argyrostoma
- Sarcophaga armenica
- Sarcophaga arnaudiella
- Sarcophaga arno
- Sarcophaga arvicola
- Sarcophaga asahinai
- Sarcophaga assimilis
- Sarcophaga atavina
- Sarcophaga aureicrania
- Sarcophaga aureifacies
- Sarcophaga aureolata
- Sarcophaga aureomarginata
- Sarcophaga aurescens
- Sarcophaga auricauda
- Sarcophaga auriceps
- Sarcophaga auriecrania
- Sarcophaga aurifrons
- Sarcophaga auromaculata
- Sarcophaga aurora
- Sarcophaga austenii
- Sarcophaga australis
- Sarcophaga babiyari
- Sarcophaga bachmayeri
- Sarcophaga bainbriggei
- Sarcophaga bajkalensis
- Sarcophaga balanina
- Sarcophaga balcanica
- Sarcophaga ballardi
- Sarcophaga bangkokensis
- Sarcophaga banksi
- Sarcophaga baoxingensis
- Sarcophaga baranoffi
- Sarcophaga baranovi
- Sarcophaga barracloughiana
- Sarcophaga baruai
- Sarcophaga basiseta
- Sarcophaga batissa
- Sarcophaga batissoides
- Sarcophaga baudeti
- Sarcophaga bechuanae
- Sarcophaga beckiana
- Sarcophaga beeri
- Sarcophaga beesoni
- Sarcophaga belgiana
- Sarcophaga bellae
- Sarcophaga bellowi
- Sarcophaga benaci
- Sarcophaga bengalensis
- Sarcophaga beninella
- Sarcophaga benshiensis
- Sarcophaga berberina
- Sarcophaga bergi
- Sarcophaga beta
- Sarcophaga bezziana
- Sarcophaga bezzii
- Sarcophaga bidentata
- Sarcophaga bifrons
- Sarcophaga bihami
- Sarcophaga birganjensis
- Sarcophaga bishoppi
- Sarcophaga bivittata
- Sarcophaga blanda
- Sarcophaga bodenheimeri
- Sarcophaga boettcheri
- Sarcophaga bomplandi
- Sarcophaga booersiana
- Sarcophaga boops
- Sarcophaga borneensis
- Sarcophaga borodorf
- Sarcophaga brachiata
- Sarcophaga brasiliensis
- Sarcophaga braueri
- Sarcophaga braunsi
- Sarcophaga brevicornis
- Sarcophaga brevigaster
- Sarcophaga brunisquamis
- Sarcophaga bulgarica
- Sarcophaga bullata
- Sarcophaga burungae
- Sarcophaga bushmenia
- Sarcophaga buxtoni
- Sarcophaga cabrerai
- Sarcophaga caerulescens
- Sarcophaga caesia
- Sarcophaga caledonia
- Sarcophaga camporum
- Sarcophaga canadensis
- Sarcophaga candela
- Sarcophaga capensis
- Sarcophaga carnaria
- Sarcophaga carolinensis
- Sarcophaga castellana
- Sarcophaga caudagalli
- Sarcophaga cavagnaroi
- Sarcophaga cavangarei
- Sarcophaga cayennensis
- Sarcophaga cepelaki
- Sarcophaga cetu
- Sarcophaga chalcura
- Sarcophaga chambaensis
- Sarcophaga cheesmanae
- Sarcophaga choudhuryi
- Sarcophaga chrysella
- Sarcophaga chrysura
- Sarcophaga cincta
- Sarcophaga circa
- Sarcophaga circumcisa
- Sarcophaga cirrhura
- Sarcophaga citellivora
- Sarcophaga clarahenae
- Sarcophaga claripennis
- Sarcophaga claviger
- Sarcophaga clotho
- Sarcophaga cockerellae
- Sarcophaga coei
- Sarcophaga cognata
- Sarcophaga comta
- Sarcophaga concreata
- Sarcophaga condona
- Sarcophaga confusa
- Sarcophaga congesta
- Sarcophaga consanguinea
- Sarcophaga consobrina
- Sarcophaga cooleyi
- Sarcophaga corsicana
- Sarcophaga crassimargo
- Sarcophaga crassipalpis
- Sarcophaga crinita
- Sarcophaga crinitula
- Sarcophaga crispina
- Sarcophaga crispula
- Sarcophaga croatica
- Sarcophaga croca
- Sarcophaga cubensis
- Sarcophaga cucullans
- Sarcophaga cucullata
- Sarcophaga cultellata
- Sarcophaga currani
- Sarcophaga curva
- Sarcophaga curvicercus
- Sarcophaga curvifemoralis
- Sarcophaga cuthbertsoni
- Sarcophaga czernyi
- Sarcophaga dahliana
- Sarcophaga darwiniana
- Sarcophaga dasguptai
- Sarcophaga daurica
- Sarcophaga davidsonii
- Sarcophaga decedens
- Sarcophaga decisa
- Sarcophaga delicata
- Sarcophaga demeilloni
- Sarcophaga depressa
- Sarcophaga depressifrons
- Sarcophaga desaii
- Sarcophaga desertorum
- Sarcophaga dewulfi
- Sarcophaga dimidiatipes
- Sarcophaga diminuta
- Sarcophaga dingaani
- Sarcophaga dinuzului
- Sarcophaga discifera
- Sarcophaga disneyi
- Sarcophaga disputata
- Sarcophaga dissimilis
- Sarcophaga distincta
- Sarcophaga distinguenda
- Sarcophaga diversimaculata
- Sarcophaga djakonovi
- Sarcophaga dreyfusi
- Sarcophaga dromafricana
- Sarcophaga dukoicus
- Sarcophaga dumoga
- Sarcophaga dux
- Sarcophaga ednae
- Sarcophaga edwardsiana
- Sarcophaga ehrlichi
- Sarcophaga einsteiniella
- Sarcophaga elegantipes
- Sarcophaga elongata
- Sarcophaga emdeni
- Sarcophaga emeishanensis
- Sarcophaga emmrichi
- Sarcophaga emmrichiana
- Sarcophaga emuensis
- Sarcophaga enderleini
- Sarcophaga eos
- Sarcophaga erecta
- Sarcophaga erlangeri
- Sarcophaga esthera
- Sarcophaga eta
- Sarcophaga etoshana
- Sarcophaga evelynae
- Sarcophaga evenhuisi
- Sarcophaga excuticulata
- Sarcophaga exuberans
- Sarcophaga fabea
- Sarcophaga fani
- Sarcophaga fasciculata
- Sarcophaga fatua
- Sarcophaga fedtshenkoi
- Sarcophaga fenchihuensis
- Sarcophaga feralis
- Sarcophaga fergusonina
- Sarcophaga fernandae
- Sarcophaga ferox
- Sarcophaga fervida
- Sarcophaga filia
- Sarcophaga filiola
- Sarcophaga flagellifera
- Sarcophaga flaveola
- Sarcophaga flavescens
- Sarcophaga flavibarbis
- Sarcophaga flavibasis
- Sarcophaga flaviceps
- Sarcophaga flavidula
- Sarcophaga flexuosa
- Sarcophaga footei
- Sarcophaga forceps
- Sarcophaga forma
- Sarcophaga formosensis
- Sarcophaga freedmani
- Sarcophaga freidbergi
- Sarcophaga freyi
- Sarcophaga froggatti
- Sarcophaga frontalis
- Sarcophaga fuligo
- Sarcophaga fulvicrus
- Sarcophaga fulvipes
- Sarcophaga furcata
- Sarcophaga furutonensis
- Sarcophaga fuscipennis
- Sarcophaga futilis
- Sarcophaga gadiriana
- Sarcophaga galileana
- Sarcophaga galmuda
- Sarcophaga gambiensis
- Sarcophaga ganura
- Sarcophaga garbo
- Sarcophaga geari
- Sarcophaga genuforceps
- Sarcophaga georgiana
- Sarcophaga gertrudae
- Sarcophaga ghaiae
- Sarcophaga giganta
- Sarcophaga gigas
- Sarcophaga girnarensis
- Sarcophaga gladysae
- Sarcophaga globicauda
- Sarcophaga globovesica
- Sarcophaga gnu
- Sarcophaga gomezbustilloi
- Sarcophaga goodhopeia
- Sarcophaga gorodkovi
- Sarcophaga gorokaensis
- Sarcophaga graciliforceps
- Sarcophaga gracilis
- Sarcophaga graeca
- Sarcophaga granulata
- Sarcophaga gravelyi
- Sarcophaga gresiventris
- Sarcophaga gressitti
- Sarcophaga grueti
- Sarcophaga grunini
- Sarcophaga guyanensis
- Sarcophaga gymnocnemis
- Sarcophaga haemorrhoa
- Sarcophaga haemorrhoides
- Sarcophaga hai
- Sarcophaga hainanensis
- Sarcophaga hainanna
- Sarcophaga hakusana
- Sarcophaga hamoni
- Sarcophaga harinasutai
- Sarcophaga harpax
- Sarcophaga hautieri
- Sarcophaga hennigi
- Sarcophaga henryi
- Sarcophaga heptapotamica
- Sarcophaga hera
- Sarcophaga hervebazini
- Sarcophaga hetaera
- Sarcophaga hinglungensis
- Sarcophaga hiromui
- Sarcophaga hirsuta
- Sarcophaga hirticrus
- Sarcophaga hirtipes
- Sarcophaga hokurikuensis
- Sarcophaga hollandia
- Sarcophaga hongheensis
- Sarcophaga horii
- Sarcophaga horti
- Sarcophaga hortobagyensis
- Sarcophaga houghi
- Sarcophaga howensis
- Sarcophaga hozawai
- Sarcophaga huangshanensis
- Sarcophaga hugoi
- Sarcophaga hui
- Sarcophaga humboldti
- Sarcophaga hunti
- Sarcophaga hystrix
- Sarcophaga idmais
- Sarcophaga ikat
- Sarcophaga ikedai
- Sarcophaga imbecilla
- Sarcophaga imita
- Sarcophaga imitatrix
- Sarcophaga immaculata
- Sarcophaga impatiens
- Sarcophaga inaequalis
- Sarcophaga incauta
- Sarcophaga incisilobata
- Sarcophaga indica
- Sarcophaga indusa
- Sarcophaga inextricata
- Sarcophaga ingwavumae
- Sarcophaga inhacaensis
- Sarcophaga inopinata
- Sarcophaga insula
- Sarcophaga insularis
- Sarcophaga invaria
- Sarcophaga inzi
- Sarcophaga inzoides
- Sarcophaga irrequieta
- Sarcophaga ismailiana
- Sarcophaga isorokui
- Sarcophaga israeliana
- Sarcophaga iulicida
- Sarcophaga iwuensis
- Sarcophaga jacobi
- Sarcophaga jacobsoni
- Sarcophaga jamesi
- Sarcophaga japonica
- Sarcophaga jaroschevskyi
- Sarcophaga javana
- Sarcophaga javanica
- Sarcophaga javi
- Sarcophaga jeanleclercqi
- Sarcophaga johnsoni
- Sarcophaga josephi
- Sarcophaga juliaetta
- Sarcophaga juncta
- Sarcophaga jupalnica
- Sarcophaga juvenilis
- Sarcophaga kadeisi
- Sarcophaga kagaensis
- Sarcophaga kaimaraensis
- Sarcophaga kairatuensis
- Sarcophaga kalabariana
- Sarcophaga kanekoi
- Sarcophaga kanoi
- Sarcophaga kanoiana
- Sarcophaga kaplani
- Sarcophaga kappa
- Sarcophaga karachiensis
- Sarcophaga karna
- Sarcophaga karnyi
- Sarcophaga kataphygionis
- Sarcophaga kaushanensis
- Sarcophaga kawayuensis
- Sarcophaga kayaensis
- Sarcophaga keegani
- Sarcophaga keiseri
- Sarcophaga kempi
- Sarcophaga kentejana
- Sarcophaga keresophalla
- Sarcophaga kericho
- Sarcophaga kerteszi
- Sarcophaga kesseli
- Sarcophaga khasiensis
- Sarcophaga kikuyana
- Sarcophaga kirgizica
- Sarcophaga kitaharai
- Sarcophaga klinzigi
- Sarcophaga kobachidzei
- Sarcophaga kobayashii
- Sarcophaga koehleri
- Sarcophaga kohla
- Sarcophaga koimani
- Sarcophaga kolomyietzi
- Sarcophaga komi
- Sarcophaga konakovi
- Sarcophaga kopetdaghica
- Sarcophaga kozlovi
- Sarcophaga krathonmai
- Sarcophaga kugleri
- Sarcophaga kunonis
- Sarcophaga kupangensis
- Sarcophaga kurahashii
- Sarcophaga lacrymans
- Sarcophaga lageniharpes
- Sarcophaga lanei
- Sarcophaga langi
- Sarcophaga lanna
- Sarcophaga lasiostyla
- Sarcophaga latipennis
- Sarcophaga lauta
- Sarcophaga lederbergi
- Sarcophaga leechi
- Sarcophaga lehmanni
- Sarcophaga leucaniae
- Sarcophaga lhasae
- Sarcophaga libera
- Sarcophaga liberia
- Sarcophaga limbatella
- Sarcophaga limela
- Sarcophaga limpopoensis
- Sarcophaga lincta
- Sarcophaga lindae
- Sarcophaga lineatocollis
- Sarcophaga lingulata
- Sarcophaga lini
- Sarcophaga litsingeri
- Sarcophaga littoralis
- Sarcophaga liukiuensis
- Sarcophaga lomagundica
- Sarcophaga lombokensis
- Sarcophaga londti
- Sarcophaga londtiana
- Sarcophaga longanota
- Sarcophaga longestylata
- Sarcophaga longicornis
- Sarcophaga longicornuta
- Sarcophaga longifilia
- Sarcophaga longistylata
- Sarcophaga lopesi
- Sarcophaga lorengauensis
- Sarcophaga lorosa
- Sarcophaga lothianensis
- Sarcophaga luabae
- Sarcophaga lubaia
- Sarcophaga lucentina
- Sarcophaga lunigera
- Sarcophaga lushainensis
- Sarcophaga luzonensis
- Sarcophaga lypai
- Sarcophaga maai
- Sarcophaga mababiensis
- Sarcophaga macroauriculata
- Sarcophaga macromembrana
- Sarcophaga macrura
- Sarcophaga maculata
- Sarcophaga maculigaster
- Sarcophaga maculipennis
- Sarcophaga maculosa
- Sarcophaga madagascariensis
- Sarcophaga madeirensis
- Sarcophaga magensi
- Sarcophaga magnifica
- Sarcophaga maialis
- Sarcophaga malacophaga
- Sarcophaga malaitensis
- Sarcophaga mandelania
- Sarcophaga mantiae
- Sarcophaga marcelleclercqi
- Sarcophaga marcosgarciae
- Sarcophaga margaretae
- Sarcophaga mariobezzii
- Sarcophaga maritima
- Sarcophaga marshalli
- Sarcophaga marstoniana
- Sarcophaga martellata
- Sarcophaga martellatoides
- Sarcophaga masaiana
- Sarcophaga matilei
- Sarcophaga mauritiana
- Sarcophaga mazaliana
- Sarcophaga mefouensis
- Sarcophaga megafilosia
- Sarcophaga mehadiensis
- Sarcophaga meiofilosia
- Sarcophaga melania
- Sarcophaga melanura
- Sarcophaga membranocorporis
- Sarcophaga menadensis
- Sarcophaga mendax
- Sarcophaga menelika
- Sarcophaga mentor
- Sarcophaga metallescens
- Sarcophaga metopina
- Sarcophaga metzgeri
- Sarcophaga microperitremata
- Sarcophaga micropygialis
- Sarcophaga midnaporensis
- Sarcophaga mimobasalis
- Sarcophaga mimobrevicornis
- Sarcophaga minima
- Sarcophaga minor
- Sarcophaga minutissima
- Sarcophaga misella
- Sarcophaga misera
- Sarcophaga mishnania
- Sarcophaga moldavica
- Sarcophaga momba
- Sarcophaga monodia
- Sarcophaga monospila
- Sarcophaga monserrati
- Sarcophaga monspellensia
- Sarcophaga mont
- Sarcophaga montana
- Sarcophaga montiblensis
- Sarcophaga montivaga
- Sarcophaga moravica
- Sarcophaga mouchajosefi
- Sarcophaga moucheti
- Sarcophaga mulaba
- Sarcophaga multicolor
- Sarcophaga multivillosa
- Sarcophaga munronis
- Sarcophaga musashinensis
- Sarcophaga musca
- Sarcophaga muscoides
- Sarcophaga musitali
- Sarcophaga mutata
- Sarcophaga mutesa
- Sarcophaga mutila
- Sarcophaga namaquensis
- Sarcophaga namibia
- Sarcophaga natalensis
- Sarcophaga nathani
- Sarcophaga naumanni
- Sarcophaga nearctica
- Sarcophaga neglecta
- Sarcophaga nemoralis
- Sarcophaga nepalensis
- Sarcophaga neuweileri
- Sarcophaga nicobarensis
- Sarcophaga niculescui
- Sarcophaga nigribasicosta
- Sarcophaga nigricaudata
- Sarcophaga nigridorsalis
- Sarcophaga nigrifrons
- Sarcophaga nigriventris
- Sarcophaga nihbadella
- Sarcophaga nipponensis
- Sarcophaga nitidiventris
- Sarcophaga nodosa
- Sarcophaga nomita
- Sarcophaga noonganensis
- Sarcophaga nostalgica
- Sarcophaga notabilis
- Sarcophaga notata
- Sarcophaga notatipennis
- Sarcophaga novella
- Sarcophaga noverca
- Sarcophaga novercoides
- Sarcophaga nubica
- Sarcophaga nuzzacii
- Sarcophaga obscura
- Sarcophaga occidentalis
- Sarcophaga occulta
- Sarcophaga ochripalpis
- Sarcophaga octomaculata
- Sarcophaga offecta
- Sarcophaga oharai
- Sarcophaga oitana
- Sarcophaga okaliana
- Sarcophaga okazakii
- Sarcophaga olsoufjevi
- Sarcophaga omikron
- Sarcophaga opata
- Sarcophaga optata
- Sarcophaga ora
- Sarcophaga oralis
- Sarcophaga orientalis
- Sarcophaga ornatijuxta
- Sarcophaga oshimensis
- Sarcophaga ostindicae
- Sarcophaga otiophalla
- Sarcophaga pachyura
- Sarcophaga pagensis
- Sarcophaga paineiana
- Sarcophaga palavae
- Sarcophaga palestinensis
- Sarcophaga panchganiensis
- Sarcophaga pandellei
- Sarcophaga pandifera
- Sarcophaga panormi
- Sarcophaga papaii
- Sarcophaga papei
- Sarcophaga papuensis
- Sarcophaga par
- Sarcophaga paralina
- Sarcophaga paramonovi
- Sarcophaga paramulaba
- Sarcophaga parasurcoufi
- Sarcophaga patriciae
- Sarcophaga pattoni
- Sarcophaga pauciseta
- Sarcophaga pavida
- Sarcophaga peckae
- Sarcophaga pedestris
- Sarcophaga pellex
- Sarcophaga pennopluma
- Sarcophaga peregrina
- Sarcophaga perissa
- Sarcophaga perpusilla
- Sarcophaga persica
- Sarcophaga perspicax
- Sarcophaga pervia
- Sarcophaga peshelicis
- Sarcophaga phallosoma
- Sarcophaga pharaonis
- Sarcophaga philippii
- Sarcophaga phoenicopterus
- Sarcophaga phoenicurus
- Sarcophaga picibasicosta
- Sarcophaga piciventris
- Sarcophaga pigmea
- Sarcophaga pingi
- Sarcophaga piva
- Sarcophaga platariae
- Sarcophaga pleskei
- Sarcophaga plotnikovi
- Sarcophaga polistensis
- Sarcophaga polita
- Sarcophaga polystylata
- Sarcophaga pomeroyi
- Sarcophaga pontica
- Sarcophaga porrecta
- Sarcophaga portschinskyi
- Sarcophaga praedatrix
- Sarcophaga praedo
- Sarcophaga praelibera
- Sarcophaga praerupta
- Sarcophaga preussi
- Sarcophaga princeps
- Sarcophaga promiscua
- Sarcophaga propinqua
- Sarcophaga prosballiina
- Sarcophaga protuberans
- Sarcophaga proxima
- Sarcophaga pseudobenaci
- Sarcophaga pseudoscoparia
- Sarcophaga pseudosubulata
- Sarcophaga pterygota
- Sarcophaga pubicornis
- Sarcophaga pudongensis
- Sarcophaga pulla
- Sarcophaga pumila
- Sarcophaga punctipennis
- Sarcophaga purpurascens
- Sarcophaga pusana
- Sarcophaga pyrenaica
- Sarcophaga pyrrhopoda
- Sarcophaga quinqueramosa
- Sarcophaga quinquestrigata
- Sarcophaga rageaui
- Sarcophaga rapida
- Sarcophaga rayssae
- Sarcophaga recta
- Sarcophaga recurvata
- Sarcophaga redux
- Sarcophaga reedi
- Sarcophaga reginaldi
- Sarcophaga regularis
- Sarcophaga reicostae
- Sarcophaga reposita
- Sarcophaga resnikae
- Sarcophaga rhynchura
- Sarcophaga robustispinosa
- Sarcophaga rohdendorfi
- Sarcophaga rohdendorfia
- Sarcophaga rohdendorfiana
- Sarcophaga romanica
- Sarcophaga rondaniana
- Sarcophaga rosaliae
- Sarcophaga rosellei
- Sarcophaga rozkosnyi
- Sarcophaga rubiginosa
- Sarcophaga rubrianalis
- Sarcophaga rubricornis
- Sarcophaga ruficornis
- Sarcophaga ruficoxa
- Sarcophaga ruficrura
- Sarcophaga rufipalpis
- Sarcophaga rugosa
- Sarcophaga rustica
- Sarcophaga ruticilla
- Sarcophaga sabae
- Sarcophaga sabiensis
- Sarcophaga sachsae
- Sarcophaga sakharovae
- Sarcophaga salemiana
- Sarcophaga salkhit
- Sarcophaga salobrensis
- Sarcophaga samia
- Sarcophaga santista
- Sarcophaga santosdiasi
- Sarcophaga santospintosi
- Sarcophaga saprianovae
- Sarcophaga sardiana
- Sarcophaga sarezia
- Sarcophaga sarraceniae
- Sarcophaga sarracenioides
- Sarcophaga sawainensis
- Sarcophaga sayersi
- Sarcophaga schineri
- Sarcophaga schnabli
- Sarcophaga schoemani
- Sarcophaga schrameli
- Sarcophaga schuetzei
- Sarcophaga schusteri
- Sarcophaga scopariiformis
- Sarcophaga sedlaceki
- Sarcophaga sejungenda
- Sarcophaga semenovi
- Sarcophaga semimarginalis
- Sarcophaga seniorwhitei
- Sarcophaga separata
- Sarcophaga septentrionalis
- Sarcophaga serbica
- Sarcophaga sericea
- Sarcophaga sericeonitens
- Sarcophaga serrata
- Sarcophaga serratocudo
- Sarcophaga setifacies
- Sarcophaga setinervis
- Sarcophaga setulosa
- Sarcophaga sexpunctata
- Sarcophaga seychellica
- Sarcophaga shermani
- Sarcophaga shimbana
- Sarcophaga shinonagai
- Sarcophaga shirakii
- Sarcophaga shiritakaensis
- Sarcophaga shnitnikovi
- Sarcophaga shoniella
- Sarcophaga shresthai
- Sarcophaga shuxia
- Sarcophaga sichotealini
- Sarcophaga sicilia
- Sarcophaga siciliae
- Sarcophaga siciliana
- Sarcophaga siciliensis
- Sarcophaga siganella
- Sarcophaga sigilla
- Sarcophaga sigma
- Sarcophaga silbergliedi
- Sarcophaga silvai
- Sarcophaga simplex
- Sarcophaga simulatrix
- Sarcophaga sinuata
- Sarcophaga situliformis
- Sarcophaga slameckovae
- Sarcophaga slovaca
- Sarcophaga smarti
- Sarcophaga smirnovi
- Sarcophaga smithi
- Sarcophaga smithiana
- Sarcophaga socrus
- Sarcophaga solitaria
- Sarcophaga sollicitata
- Sarcophaga sororcula
- Sarcophaga sororia
- Sarcophaga sorror
- Sarcophaga souzalopesi
- Sarcophaga spangleri
- Sarcophaga spatulifera
- Sarcophaga spatuliformis
- Sarcophaga spilargyra
- Sarcophaga spilogaster
- Sarcophaga spinifera
- Sarcophaga spinigena
- Sarcophaga spinigera
- Sarcophaga spininervis
- Sarcophaga spinosa
- Sarcophaga spreta
- Sarcophaga stackelbergi
- Sarcophaga statuta
- Sarcophaga sternalis
- Sarcophaga strenua
- Sarcophaga stricklandi
- Sarcophaga strumiana
- Sarcophaga struthioides
- Sarcophaga stuckenbergi
- Sarcophaga stuckenbergiana
- Sarcophaga stygia
- Sarcophaga stylata
- Sarcophaga subaenescens
- Sarcophaga subdiscalis
- Sarcophaga subdistinguenda
- Sarcophaga subharpax
- Sarcophaga subrotunda
- Sarcophaga subsericans
- Sarcophaga subulata
- Sarcophaga subvicina
- Sarcophaga sudanica
- Sarcophaga suffa
- Sarcophaga suffusa
- Sarcophaga sumbawensis
- Sarcophaga sumunensis
- Sarcophaga sundaensis
- Sarcophaga superba
- Sarcophaga surcoufi
- Sarcophaga surinamensis
- Sarcophaga susainathani
- Sarcophaga sushkini
- Sarcophaga susteriana
- Sarcophaga suthep
- Sarcophaga sympaestria
- Sarcophaga synia
- Sarcophaga tadjikiella
- Sarcophaga taiwanensis
- Sarcophaga taka
- Sarcophaga takahasii
- Sarcophaga talomoensis
- Sarcophaga talonata
- Sarcophaga tanzaniae
- Sarcophaga taurica
- Sarcophaga telengai
- Sarcophaga tenuicornis
- Sarcophaga tenuiforceps
- Sarcophaga tenuipalpis
- Sarcophaga tephroides
- Sarcophaga tephrura
- Sarcophaga teretirostris
- Sarcophaga teskeyi
- Sarcophaga tewfiki
- Sarcophaga thalhammeri
- Sarcophaga thatuna
- Sarcophaga theodori
- Sarcophaga theseus
- Sarcophaga thinhi
- Sarcophaga thirionae
- Sarcophaga tibialis
- Sarcophaga timorensis
- Sarcophaga todiscoae
- Sarcophaga torvida
- Sarcophaga transpyrenaica
- Sarcophaga transvaalensis
- Sarcophaga travassosi
- Sarcophaga tricolor
- Sarcophaga trifolia
- Sarcophaga trifulcata
- Sarcophaga trigonomaculata
- Sarcophaga trinubecula
- Sarcophaga triplasia
- Sarcophaga triplex
- Sarcophaga tristylata
- Sarcophaga tritonia
- Sarcophaga trivittata
- Sarcophaga tsengi
- Sarcophaga tshernovi
- Sarcophaga tsinanensis
- Sarcophaga tsintaoensis
- Sarcophaga tsushimae
- Sarcophaga tuberosa
- Sarcophaga tulagiensis
- Sarcophaga turana
- Sarcophaga turkanella
- Sarcophaga uamensis
- Sarcophaga uemotoi
- Sarcophaga ugamskii
- Sarcophaga ukrainica
- Sarcophaga uliginosa
- Sarcophaga uncicurva
- Sarcophaga uncus
- Sarcophaga unguitigris
- Sarcophaga unicolor
- Sarcophaga uniseta
- Sarcophaga urceola
- Sarcophaga utilis
- Sarcophaga vadoni
- Sarcophaga vagans
- Sarcophaga vancouverensis
- Sarcophaga vanriebeecki
- Sarcophaga vansoni
- Sarcophaga vanuatu
- Sarcophaga variabilis
- Sarcophaga variegata
- Sarcophaga varienbeecki
- Sarcophaga varipes
- Sarcophaga versatilis
- Sarcophaga vervesi
- Sarcophaga vicaria
- Sarcophaga vicina
- Sarcophaga villa
- Sarcophaga villeneuveana
- Sarcophaga villeneuvei
- Sarcophaga villipes
- Sarcophaga villisterna
- Sarcophaga viridescens
- Sarcophaga vitilevensis
- Sarcophaga vitoschana
- Sarcophaga vockerothi
- Sarcophaga vorax
- Sarcophaga wagneri
- Sarcophaga walayari
- Sarcophaga wallenbergi
- Sarcophaga walshi
- Sarcophaga weberi
- Sarcophaga wetzeli
- Sarcophaga weyeri
- Sarcophaga whitneyi
- Sarcophaga wiesenthali
- Sarcophaga wrangeliensis
- Sarcophaga wyatti
- Sarcophaga xizangensis
- Sarcophaga yaanensis
- Sarcophaga yadvashemia
- Sarcophaga yonahaensis
- Sarcophaga yorkii
- Sarcophaga yunnanensis
- Sarcophaga yuwanensis
- Sarcophaga yvorei
- Sarcophaga zaitzevi
- Sarcophaga zarudnyi
- Sarcophaga zeta
- Sarcophaga zhelochovtzevi
- Sarcophaga zhouquensis
- Sarcophaga ziegleri
- Sarcophaga zimba
- Sarcophaga zuluensis
- Sarcophaga zulunata
- Sarcophaga zumptiana